# Chassalia nannochlamys
Chassalia nannochlamys är en måreväxtart som först beskrevs av Reinier Cornelis Bakhuizen van den Brink, och fick sitt nu gällande namn av Aaron Paul Davis. Chassalia nannochlamys ingår i släktet Chassalia och familjen måreväxter.
Artens utbredningsområde är Java. Inga underarter finns listade i Catalogue of Life.